# Bulbocerca minuta
Bulbocerca minuta är en insektsart som beskrevs av Ross 2003. Bulbocerca minuta ingår i släktet Bulbocerca och familjen Anisembiidae. Inga underarter finns listade i Catalogue of Life.